# Tarján (település)
Tarján (németül: Tarian) község Komárom-Esztergom vármegyében, a Tatabányai járásban. A lakosság harmada sváb származású, akik őrzik hagyományaikat.

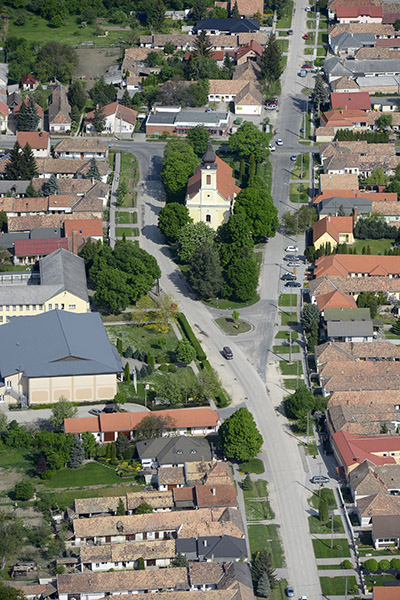
Tarjáni római katolikus plébániatemplom

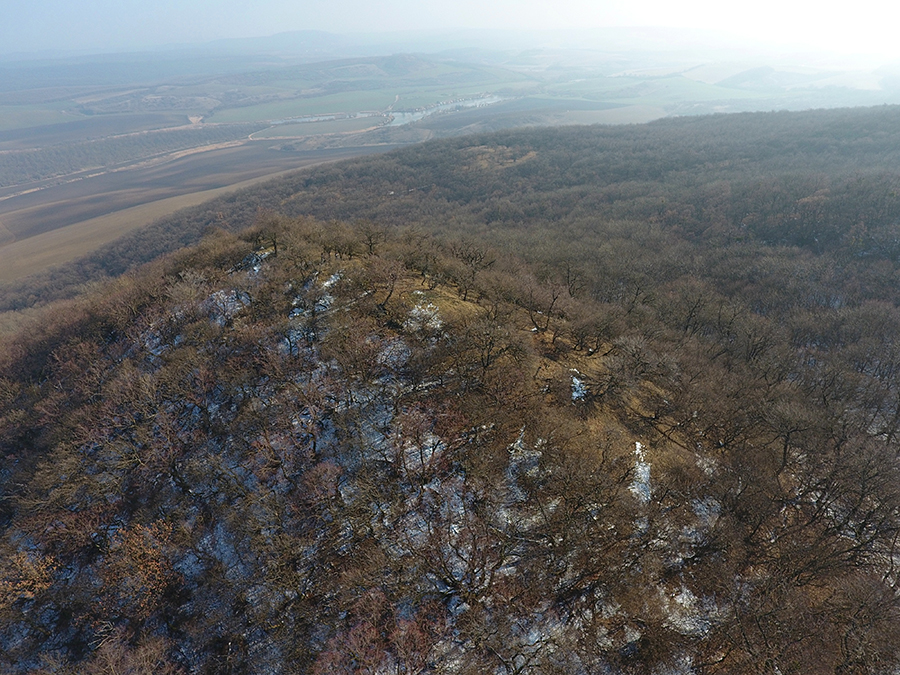
Tarján, Kis-Somlyó - légi fotó

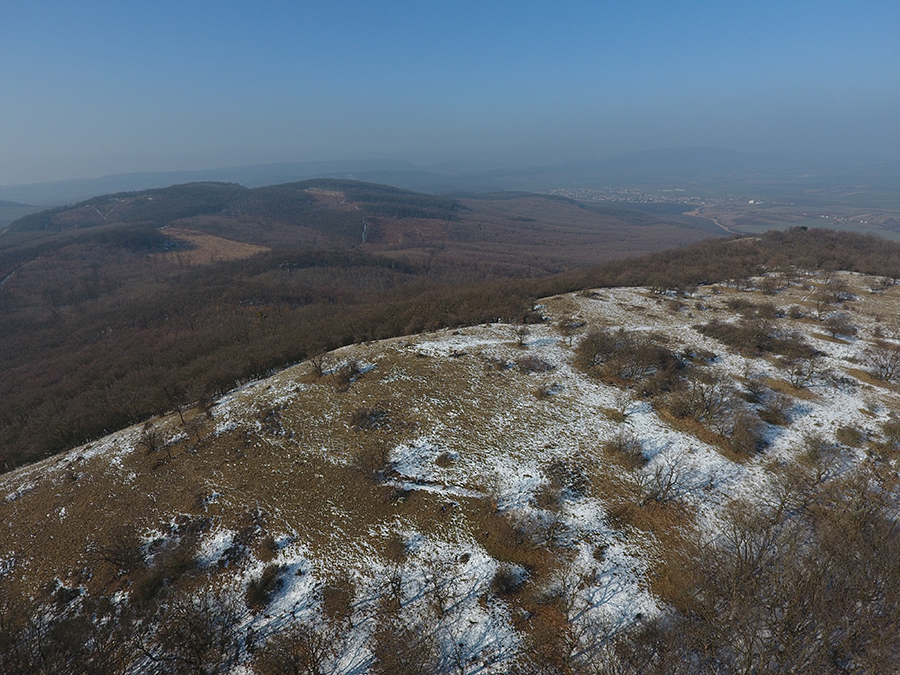
Tarján, Somlyó-hegy - légi felvétel

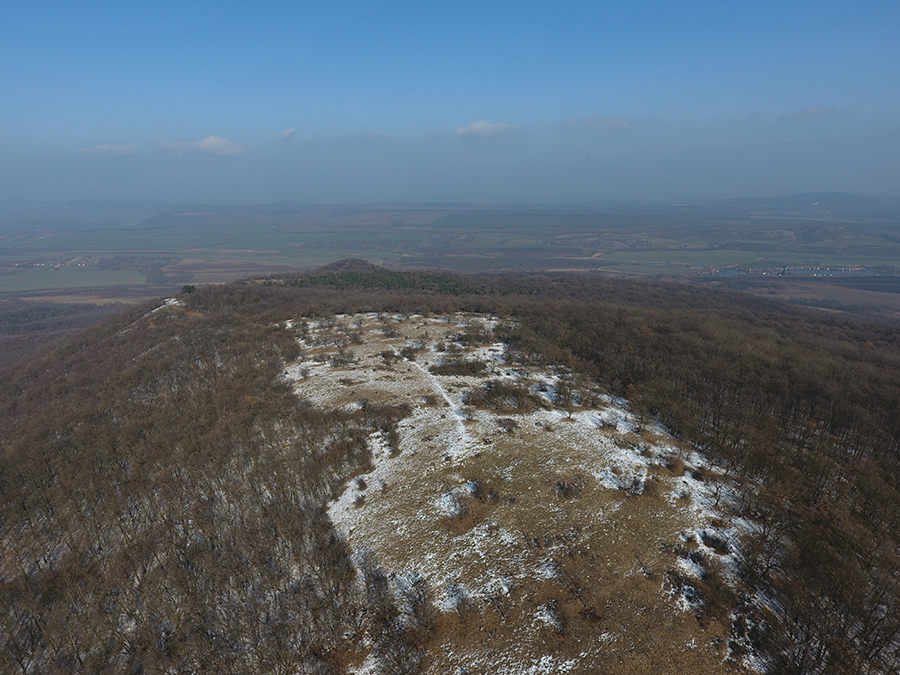
Somlyó-hegy a magasból (Tarján)

## Fekvése
Tatabányától 9 kilométerre fekszik északkeleti irányban, a Táttól a megyeszékhelyig vezető 1119-es út mentén, a Gerecse dombjai között. Érinti a települést a Szomortól Gyermelyen át idáig vezető 1123-as és az innen Tatáig húzódó 1128-as út is. Külterületi településrésze a mintegy 4 kilométerre délre található Tornyópuszta.

## Története
A település és környéke már a rómaiak idején is lakott volt, amit a nagyszámú e korból származó itt talált lelet is bizonyít.
A 13. században, II. Endre idején említik először. 1326-ban  terra Taryan alakban említették, ekkor Pál mester birtoka volt. 1426-ban a tatai vár tartozékaként tartják számon. 1529-től az Oszmán Birodalomhoz kerül. Ez időszakban a népesség száma és összetétele igen változó volt.
A 17. századig magyarok éltek a településen.
1707-ben, a szabadságharc idején, lakossága Rákóczihoz csatlakozott, ezért később sok zaklatásban volt része.
1727-től az Esterházyak tulajdonába került. Gróf Esterházy József 1737-ben 40 német családot telepített be a faluba. A lakosság földműveléssel és erdőgazdálkodással foglalkozott.
1910-ben a népszámlálási adatok szerint 1917 polgári, 5 katonai lakosa volt, ebből 1583 fő német (82,4%), 334 fő magyar (17,4%) 5 fő tót - szlovák - (0,2%) származásúnak vallotta magát. A lakosság ma is őrzi a német nemzetiségi hagyományokat. Sokan foglalkoznak borászattal, néhány helyi présház több mint 100 esztendős.
2011-ben 2600 lakosából 861 német nemzetiségű volt (33%).

## Külkapcsolatok
A település határában helyezkedik el az 1994-ben alapított, 67 férőhelyes Német Nemzetiségi Ifjúsági Tábor. A nemzetiségi tábor feladata a helyi és a német partnervárosokból érkező fiatalok szervezett kapcsolatteremtésének, művelődésének, üdültetésének, a diákok nyelvtanulásának, sportolásának biztosítása. Ugyanakkor nyitott a magyar, továbbá a környező országokban és távolabb élő német és magyar nemzetiségű fiatalok előtt is.
Tarján partnertelepülései: Staufenberg (1990) és Kirchberg (1999).

## Közélete

### Polgármesterei
- 1990–1994: Fülöp István (független)[5]
- 1994–1998: Fülöp István (független)[6]
- 1998–2002: Fülöp István (független)[7]
- 2002–2006: Fülöp István (független)[8]
- 2006–2010: Jelli János (független)[9]
- 2010–2014: Marx Ernő (független)[10]
- 2014–2019: Marx Ernő János (független)[11]
- 2019–2024: Klinger Tamás (független)[12]
- 2024– : Klinger Tamás (független)[1]

## Népesség
A település népességének változása:
| Lakosok száma | 2560 | 2554 | 2565 | 2708 | 2718 | 2756 | 2751 |
|               | 2013 | 2014 | 2015 | 2021 | 2022 | 2023 | 2024 |

A 2011-es népszámlálás során a lakosok 91,1%-a magyarnak, 0,2% bolgárnak, 0,3% cigánynak, 33,1% németnek, 0,5% szlováknak mondta magát (8,7% nem nyilatkozott; a kettős identitások miatt a végösszeg nagyobb lehet 100%-nál). A vallási megoszlás a következő volt: római katolikus 57,7%, református 8,3%, evangélikus 0,4%, görögkatolikus 0,1%, izraelita 0,2%, felekezeten kívüli 12,2% (20,5% nem nyilatkozott).
2022-ben a lakosság 91,5%-a vallotta magát magyarnak, 23,2% németnek, 0,4% szlováknak, 0,2% románnak, 0,2% szerbnek, 0,1-0,1% bolgárnak, cigánynak és ukránnak, 1,8% egyéb, nem hazai nemzetiségűnek (8,4% nem nyilatkozott; a kettős identitások miatt a végösszeg nagyobb lehet 100%-nál). Vallásuk szerint 41,3% volt római katolikus, 7,3% református, 0,5% evangélikus, 0,3% görög katolikus, 0,2% ortodox, 0,8% egyéb keresztény, 0,7% egyéb katolikus, 13,1% felekezeten kívüli (35,7% nem válaszolt).

## Nevezetességei
- Fellner Jakab által tervezett copf stílusú római katolikus templom
- Református templom. Előbb sövénytemplomot építettek 1747-ben, ami 1785-ig létezett.[15]
- Pincesor
- A Kis-Somlyó 382 m-es csúcsán kisebb erősség volt, mely a török időkben pusztulhatott el, ma már csak sáncai láthatók. Oklevélben való említése nem ismert.[16]
- A közeli  Pes-kő  hatalmas sziklafalában kettős barlang van. Az egyik 350, a másik 360 méter tengerszint feletti magasságban. Hosszúságuk csak 2-3, illetve 5-6 méter, tipikus forrásbarlangok, félgömb alakú, fél méternél is nagyobb  átmérőjű üregekkel.
- A szomszédos Gerecsei Tájvédelmi Körzeten át húzódik az Országos Kéktúra egy szakasza.
- 1989-ben Tarjánban helyezték forgalomba – az országban elsőként – a BHG Híradástechnikai Vállalat által fejlesztett, tároltprogram-vezérlésű telefonközpontot, melynek típusjele ER256 volt. A központ a szomszédos Héreg előfizetőit is kiszolgálta, teljes kapacitása 400 előfizető volt.
- Hohenlóhe-kastély

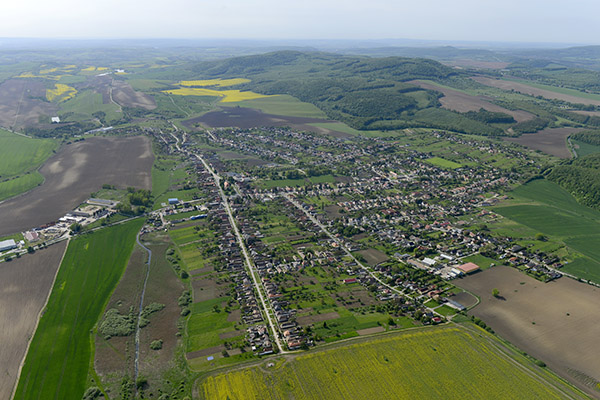
Tarján légi felvételen
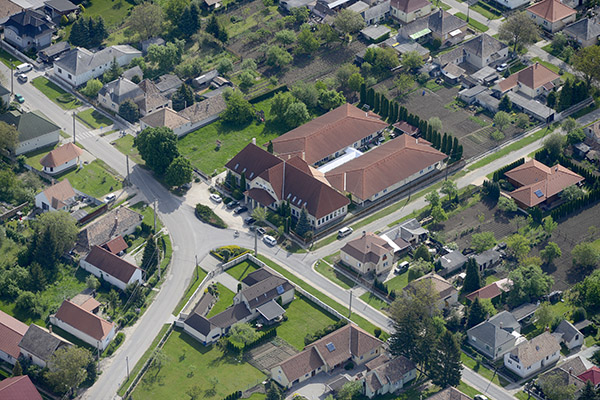
TESZI Szent György Központ
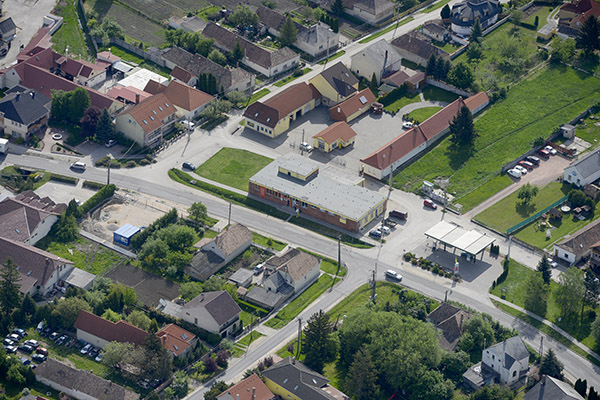
A község madártávlatból

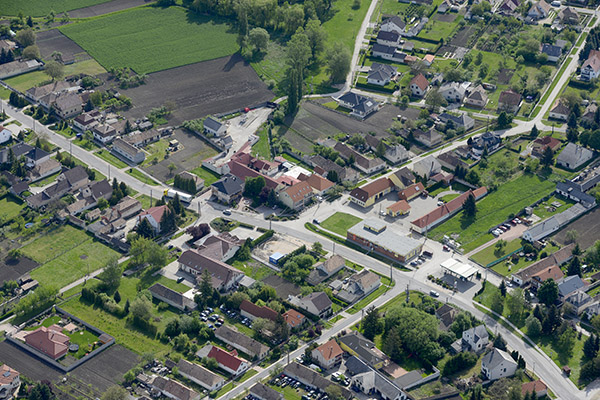
A község madártávlatból
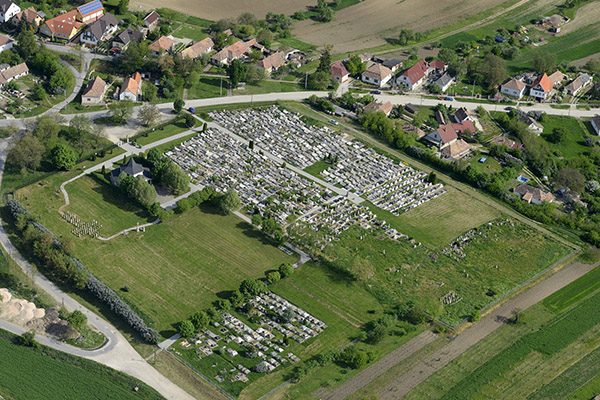
Tarján temetője légi fotón
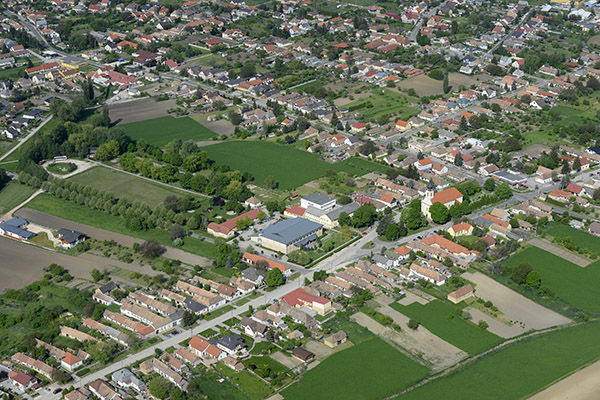
Tarján látképe légifelvételen

## Híres szülöttei
- Győry Sándor (1795–1870) építőmérnök, matematikus, az MTA tagja
- Somogyi István (1907–1965) református lelkész
- Mikonya József (1928-2006) német népi író és költő
- Tressel (Treszl) Antal (1937) gimnáziumi főtanár, tarjáni falutörténész
- Lunczer Teréz (1943-2011) gimnáziumi tanár
- Stark András (1949) Európa-bajnok súlyemelő, edző
- Izsó Ignác (1956) válogatott labdarúgó
- Hegedűs Ferenc (1959) olimpiai ezüstérmes párbajtőrvívó
- Hernádi Zsolt (1960) üzletember

## Állandó programok
- Zenei fesztivál (augusztus)
- Tarjáni búcsú (április és október)
- Svábbál és kórustalálkozó (február)

## Testvérvárosok
- Staufenberg, Hessen, Németország (1990)
- Kirchberg, Bajorország, Németország (1999)
- Hattstedt, Schleswig-Holstein, Németország (2007)